# Rabdophaga perocculta
Rabdophaga perocculta är en tvåvingeart som först beskrevs av Cockerell 1904.  Rabdophaga perocculta ingår i släktet Rabdophaga och familjen gallmyggor.
Artens utbredningsområde är Colorado. Inga underarter finns listade i Catalogue of Life.